# I giorni della violenza
I giorni della violenza (Brasil: O Dia da Violência ) é um filme italiano de subgênero Western spaghetti, de 1967, dirigido por Alfonso Brescia.

## Sinopse
Em plena Guerra Civil Americana (1863), um jovem sulista torna-se fora da lei e busca vingança contra o oficial nortista que tomou sua fazenda e casou-se com a garota que ama.

## Elenco
- Peter Lee Lawrence ....... Josh
- Beba Loncar....... Christine
- Luigi Vannucchi ....... Capitão Dan Clifford
- Andrea Bosic ....... Evans
- Lucio Rosato ....... Hank
- Nello Pazzafini ....... Butch
- Rosalba Neri ....... Lizzy
- Romano Puppo ....... Clell
- Harold Bradley ....... Nathan